# 拉登堡
拉登堡（德語：Ladenburg，發音：[ˈlaːdn̩ˌbʊʁk] ⓘ）是德国巴登-符腾堡州卡尔斯鲁厄行政区莱茵-内卡县的城市，位于内卡河右岸，面积19平方千米，2023年12月31日人口为12,704人。
该镇的历史可以追溯到凯尔特人和罗马时代，彼时名为“洛波杜努姆”（Lopodunum）。公元98年，圖拉真皇帝将其升格为城市（civitas）。历史悠久的老城区及其外露木骨架房屋的历史可以追溯到中世纪晚期，彼时拉登堡是沃尔姆斯采邑主教区的首府。